# 布盧博冰原島峰
85°45′S 134°6′W / 85.750°S 134.100°W
布盧博冰原島峰（英語：Blubaugh Nunatak）是南極洲的冰原島峰，位於瑪麗伯德地，處於堪薩斯冰川注入里迪冰川處，美國地質調查局根據測量和該國海軍的空中照片繪入地圖，現時由南極條約體系管理。